# 李寄 (東晉)
李寄（?—?），东晋建安郡将乐（今福建省将乐县）人物，《搜神记》里有李寄斩蛇的故事。当地（庸岭）有巨蛇，多吃行人、牲畜。县官用十二三岁少女向巨蛇献祭。李寄作为献祭的贡品，她向县令要了一把利剑，一条能咬蛇的狗，一百斤用蜜糖、香料拌匀的糍饭。到了献祭时，李寄在巨蛇洞口，用糍饭吸引巨蛇。巨蛇出洞大口吃糍饭，李寄命令狗咬住巨蛇的头。自己用剑猛砍猛刺巨蛇的头颈。再砍了数十剑之后，巨蛇终于被杀死，李寄为乡民除了大害。

## 传记文献
- 《搜神记》

## 相關
- 志度內
- 神女劈观